# Via normale al Gran Sasso
La via normale al Gran Sasso d'Italia è la via di ascesa tipica e meno difficile alla vetta occidentale del Corno Grande, la cima più elevata del massiccio montuoso del Gran Sasso d'Italia e di tutti gli Appennini. 
Si tratta di una via escursionistica nota da lungo tempo, che ripercorre la prima scalata ufficiale compiuta per la prima volta il 19 agosto 1573 dal bolognese Francesco De Marchi, ingegnere di corte di Margherita d'Austria, che si trovava all'Aquila al seguito della sovrana, stabilitasi nella città abruzzese in seguito alla nomina a Governatrice della città da parte del fratello Filippo II.

## Descrizione
Parte dalla sommità di Campo Imperatore (2130 m s.l.m.) ed arriva fino alla vetta occidentale del Corno Grande (2912 m s.l.m.), risalendo prima il brecciaio di sud-ovest e poi il vasto brecciaio del versante nord-ovest del Corno Grande. 
Il dislivello è quindi di 782 m mentre il dislivello complessivo positivo è di circa 900 m. La difficoltà è valutata come EE nella scala delle difficoltà escursionistiche. La lunghezza complessiva dell'itinerario è di 5,1 km e il tempo di percorrenza è stimato in circa 3 ore di salita e 2 ore di discesa.

### Avvicinamento
Dalla località Fonte Cerreto (1100 m s.l.m.) nei pressi di Assergi, sul versante aquilano del massiccio del Gran Sasso d'Italia, e facilmente raggiungibile dall'autostrada Roma-Teramo, si sale in direzione di Campo Imperatore seguendo il sentiero 102 e, alla quota di 2150 m s.l.m., si svolta verso destra in direzione dell'albergo di Campo Imperatore.
In alternativa, per superare gli oltre mille metri di dislivello tra Fonte Cerreto e Campo Imperatore, si può percorrere la S.S. 17 bis dir/C oppure utilizzare la funivia del Gran Sasso. 

### Via normale
Partendo dall'albergo Campo Imperatore, si procede lungo un sentiero ben segnato ― porzione del più articolato sentiero Italia — che passa a fianco del giardino botanico alpino e dell'osservatorio astronomico e sale in direzione del rifugio Duca degli Abruzzi; a metà del percorso, a 2200 m s.l.m., si svolta a destra per il sentiero 101 abbandonando così la strada per il rifugio.
La via procede quindi di taglio rispetto alla cresta del monte Portella, dapprima in lieve discesa quindi in salita fino a raggiungere la sella di monte Aquila a quota 2335 s.l.m. Dalla sella si percorre sempre il sentiero 101 in direzione nord per circa 500 metri, mantenendo prima la destra e poi la sinistra, evitando quindi le biforcazioni per il Duca degli Abruzzi e per monte Aquila. Al successivo bivio, si abbandona il sentiero 101 che riscende il campo Pericoli fino al rifugio Giuseppe Garibaldi e si svolta a destra verso il “Ghiaione del Brecciaio”, percorrendo il sentiero 103 e iniziando la scalata alla vetta.

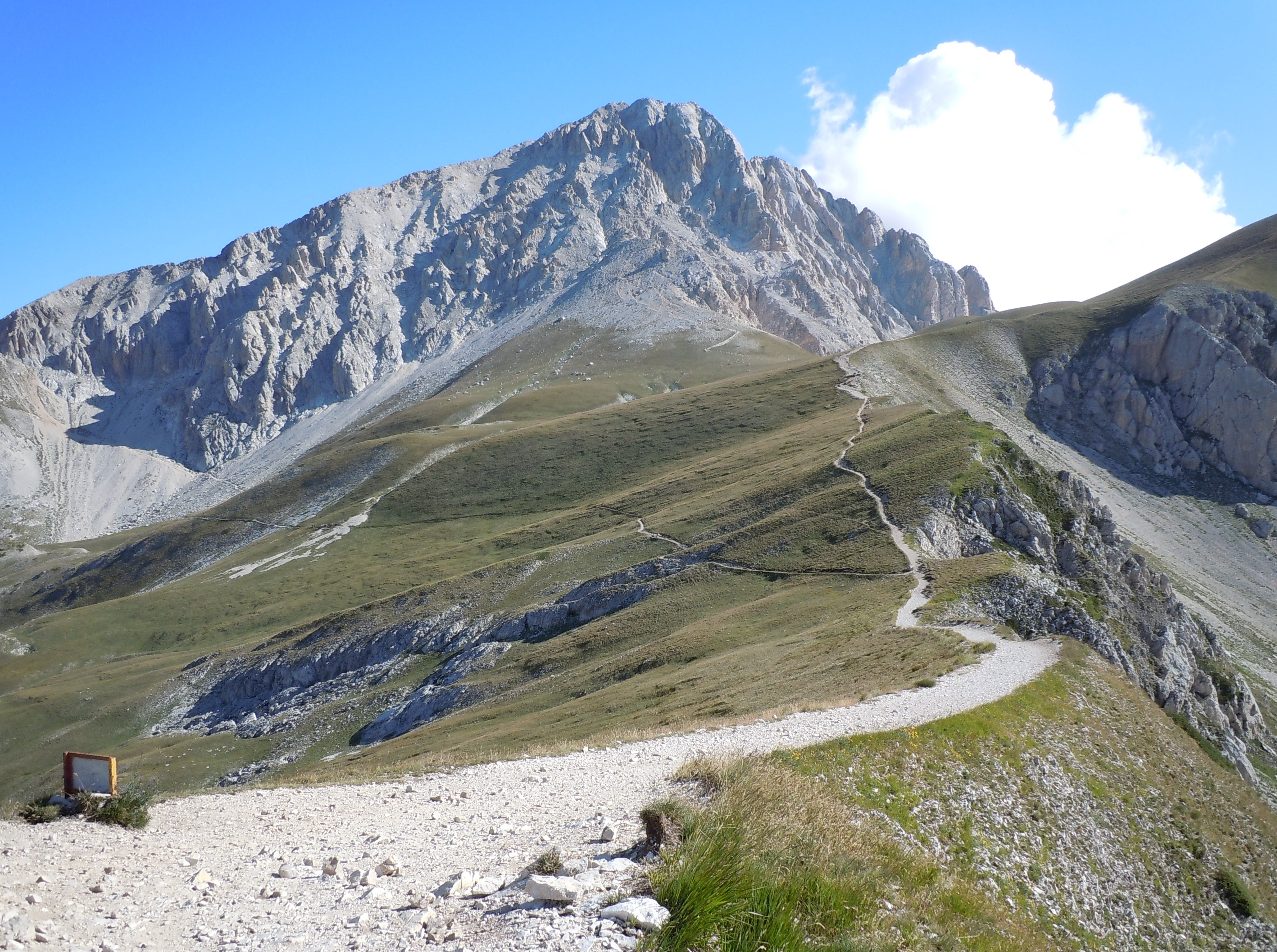
Il percorso poco dopo la sella di monte Aquila con, in primo piano, il bivio tra via Normale (a sinistra) e via Direttissima (a destra).

Il sentiero ghiaioso diventa sempre più ripido e permette di raggiungere la sella del Brecciaio (2506 m s.l.m.) alle pendici sud-occidentali del Corno Grande. 
Dalla sella si dirama un sentiero sulla sinistra che conduce alla via ferrata Brizio e permette di raggiungere il Corno Piccolo; per il corno Grande si prosegue invece mantenendo il sentiero 103, ignorando la diramazione sulla destra a 2600 m s.l.m. che sale lungo la “via delle Creste-Ovest”, aggirando la vetta dal versante nord-occidentale lungo un pendio di rapidità crescente che conduce alla “Conca degli Invalidi”.
Alla quota di 2675 m s.l.m. si mantiene la destra, evitando la svolta a sinistra che riscende verso la sella dei Due Corni e il rifugio Carlo Franchetti, e si prosegue fino a circa 2750 m s.l.m. seguendo il pendio ghiaioso e aggirando da sinistra la conca del ghiacciaio del Calderone. La salita finale risale il crinale settentrionale permettendo di raggiungere infine la vetta occidentale (2912 m s.l.m.).

### Vie alternative

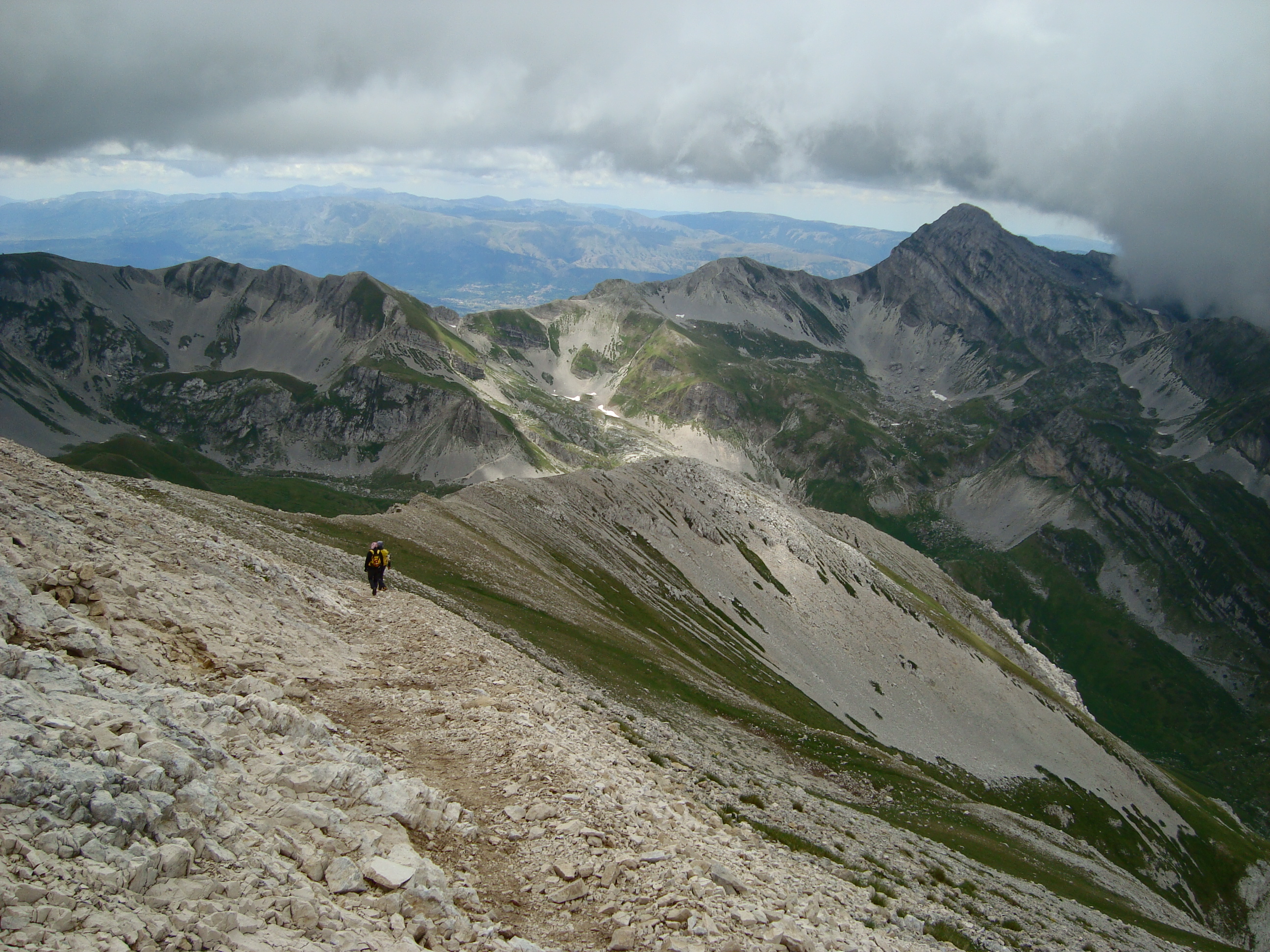
La via delle Creste-Ovest con visuale verso la conca degli Invalidi e campo Pericoli in basso.

La via normale è il percorso più semplice, ma anche più lungo per raggiungere la vetta occidentale del Corno Grande. In alternativa è possibile percorrere altre due vie, di difficoltà maggiore:
- la via Direttissima, risalendo il versante meridionale ovvero abbondonando la via Normale poco dopo la sella di monte Aquila, svoltando a destra lungo il sentiero 104 per il monte Aquila e poi svoltando a sinistra a quota 2400 m s.l.m. in direzione del cosiddetto “Sassone”;
- la via delle Creste-Ovest lasciando la via Normale a 2600 m s.l.m. e risalendo sul crinale occidentale fino alla vetta.

Un'ulteriore via permette di raggiungere la vetta dal versante settentrionale di Prati di Tivo, passando dal rifugio Carlo Franchetti e percorrendo il vallone delle Cornacchie tra Corno Grande e Corno Piccolo, attraversando la sella dei Due Corni e il “passo del Cannone” e ricongiungendosi alla via Normale prima della salita finale. 
Le tre vette minori del Corno Grande, ovvero la  vetta centrale (2893 m s.l.m.), la vetta orientale (2903 m s.l.m.) ed il Torrione Cambi (2875 m s.l.m.), sono invece raggiungibili tramite le numerose vie di roccia che risalgono il cosiddetto “Paretone” e la conca del ghiacciaio del Calderone.